# Daan Rots
Daan Rots, né le 25 juillet 2001 à Groenlo aux Pays-Bas, est un footballeur néerlandais qui évolue au poste d'ailier droit au FC Twente.

## Biographie

### FC Twente
Né à Groenlo aux Pays-Bas, Daan Rots est formé par le FC Twente qu'il rejoint en 2012, en provenance du SV Grol. Le 29 avril 2020 il signe son premier contrat avec son club formateur.
Il joue son premier match en équipe première lors d'une rencontre d'Eredivisie de la saison 2020-2021, le 9 janvier 2021 face au FC Emmen. Il entre en jeu à la place de Luka Ilić lors de cette rencontre remportée par son équipe sur le score de quatre buts à un. Il inscrit son premier but en professionnel lors de sa première titularisation, le 16 mai 2021, à l'occasion de la dernière journée de la saison, face à l'ADO La Haye. Il participe ainsi à la victoire de son équipe par trois buts à deux,.
En février 2021, Rots signe un nouveau contrat avec le FC Twente, le liant avec le club jusqu'en juin 2023, avec une année en option,.
Le 12 octobre 2022, Daan Rots prolonge son contrat avec le FC Twente jusqu'en juin 2025, plus une année supplémentaire en option. Le 10 janvier 2023, Rots réalise son premier doublé, à l'occasion d'un match de coupe des Pays-Bas face au SC Telstar. Titulaire, il participe à la victoire de son équipe par trois buts à un.

## Vie privée
Daan Rots est le frère de Mats Rots, lui aussi footballeur professionnel. Ils ont également un autre frère qui joue au football, Tiem Rots, mais dans les divisions inférieures du football néerlandais,.